# Batalha de Tessalônica (1040 - II)
A Batalha de Tessalônica (português brasileiro) ou Batalha de Salonica (português europeu) (em búlgaro:  Битка при Солун; em grego:  Μάχη της Θεσσαλονίκης) foi travada no outono de 1040 perto da cidade de Tessalônica, na moderna Grécia, entre as forças rebeldes búlgaras e o exército bizantino, terminando em vitória bizantina.

## Origem do conflito
As notícias sobre as vitórias da Revolta de Pedro Deliano, que irrompeu no início de 1040 em Belgrado, logo alcançaram a Armênia, onde muitos nobres búlgaros foram reassentados depois da queda do Primeiro Império Búlgaro em 1018. O mais influente deles era Alusiano, o segundo filho do último imperador da Bulgária João Vladislau (r. 1015-1018). Vestido como um mercenário, ele seguiu para Constantinopla e, de lá, conseguiu chegar à Bulgária, apesar dos estritos controles.

## A batalha
Sua chegada significou ainda mais tensões no campo rebelde, pois Alusiano também poderia reivindicar o trono, mas ele manteve sua linhagem em segredo até que conseguisse encontrar aliados. Pedro II Deliano recebeu o primo de braços abertos, apesar de saber que ele poderia ser um potencial candidato à sua coroa. Ele deu-lhe um exército de 40 000 para que ele atacasse Tessalônica, a segunda maior cidade bizantina.
Alusiano se mostrou um general incapaz: quando ele chegou na cidade, atacou o exército bizantino sem antes descansar as tropas. Os búlgaros não conseguiram lutar de forma efetiva e acabaram derrotados, sofrendo pesadas perdas - 15 000 morreram ali mesmo. Alusiano fugiu do campo de batalha e deixou suas forças para trás.

## Consequências
A catástrofe em Tessalônica piorou as relações entre Pedro e Alusiano, pois Pedro desconfiava que Alusiano, envergonhado pela derrota, fosse traí-lo, mas nada fez. Alusiano decidiu então agir primeiro e, depois de uma festa no início de 1041, cegou o imperador. Alusiano ainda tentou seguir com a revolta, mas foi derrotado novamente e decidiu mudar de lado, abandonando seu exército novamente, pelo que foi ricamente recompensado.
Mesmo cego, Pedro II Deliano enfrentou os bizantinos com o que restava do exército medieval búlgaro, mas foi derrotado na obscura Batalha de Ostrovo no final de 1041 e sua revolta foi finalmente esmagada.